# Classe Kongo (cacciatorpediniere)
La classe Kongo della Forza marittima di autodifesa giapponese è costituita da quattro cacciatorpediniere lanciamissili che hanno la funzione di difesa aerea della flotta, grazie alla presenza di un sistema Aegis con il radar SPY-1D e lanciamissili verticali Mk 41 con 90 celle (61 a prua e 29 a poppa). Essi sono un ingrandimento della classe americana Arleigh Burke, e portano i nomi di navi andate perdute durante la seconda guerra mondiale.

## Storia

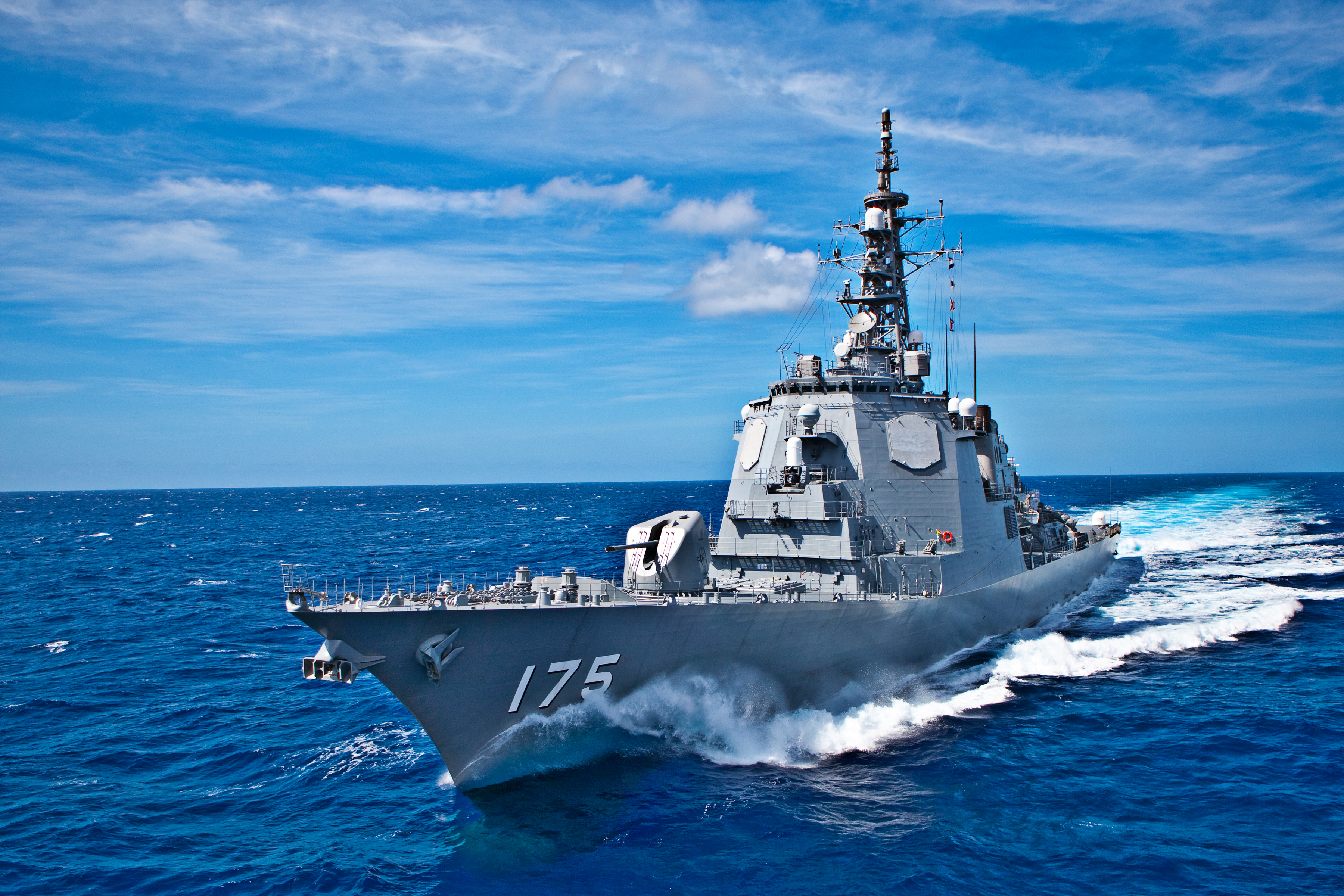
La vista frontale del cacciatorpediniere Myōkō.

Tra il 1982 e il 1987 il primo ministro del Giappone Yasuhiro Nakasone indirizzò la politica difensiva del paese verso un considerevole riarmo. Il premier venne apertamente appoggiato in questo dal Presidente degli Stati Uniti d'America Ronald Reagan, e ciò determinò una forte espansione dell'industria della difesa giapponese. Per integrare nella flotta i cacciatorpediniere lanciamissili classe Hatakaze, la Kaijō Jieitai decise di acquistare un nuovo tipo di unità derivata dagli allora nuovissimi cacciatorpediniere classe Arleigh Burke che stavano entrando in servizio nell'US Navy, dotate del sistema Aegis. Il progetto fu avviato nel 1988 (nel calendario giapponese anno 63 dell'era Showa) con la designazione di programma 63DDG, ottenendo subito i primi stanziamenti. Della costruzione dei nuovi quattro cacciatorpediniere in programma vennero incaricati i cantieri navali Mitsubishi Heavy Industries e IHI Corporation, e la prima unità, il Kongo, venne impostata l'8 maggio 1990.

## Descrizione tecnica

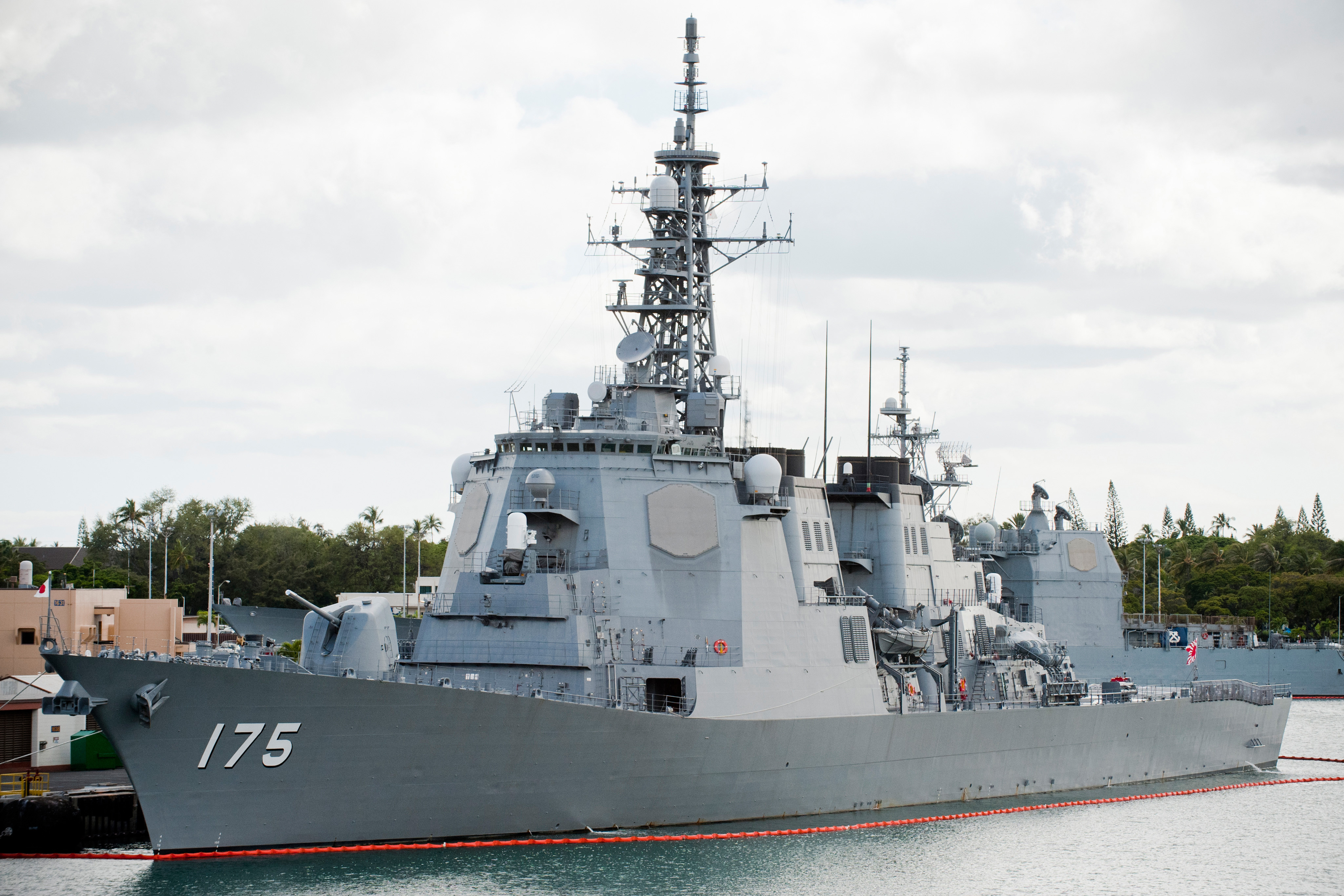
Il cacciatorpediniere Myōkō a Pearl Harbor il 27 giugno 2012.

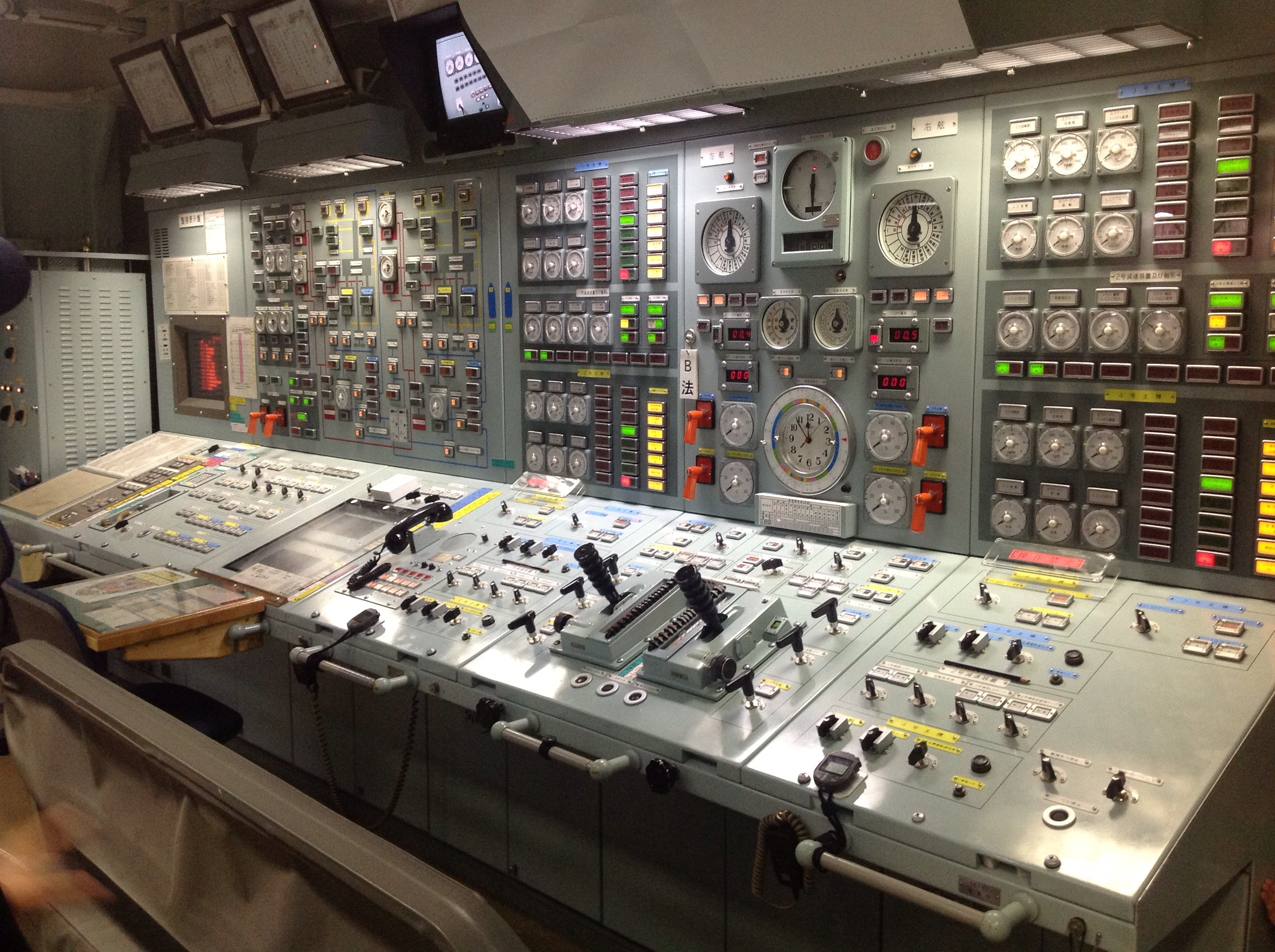
Sala controllo del cacciatorpediniere Chōkai in una foto del 12 ottobre 2012.

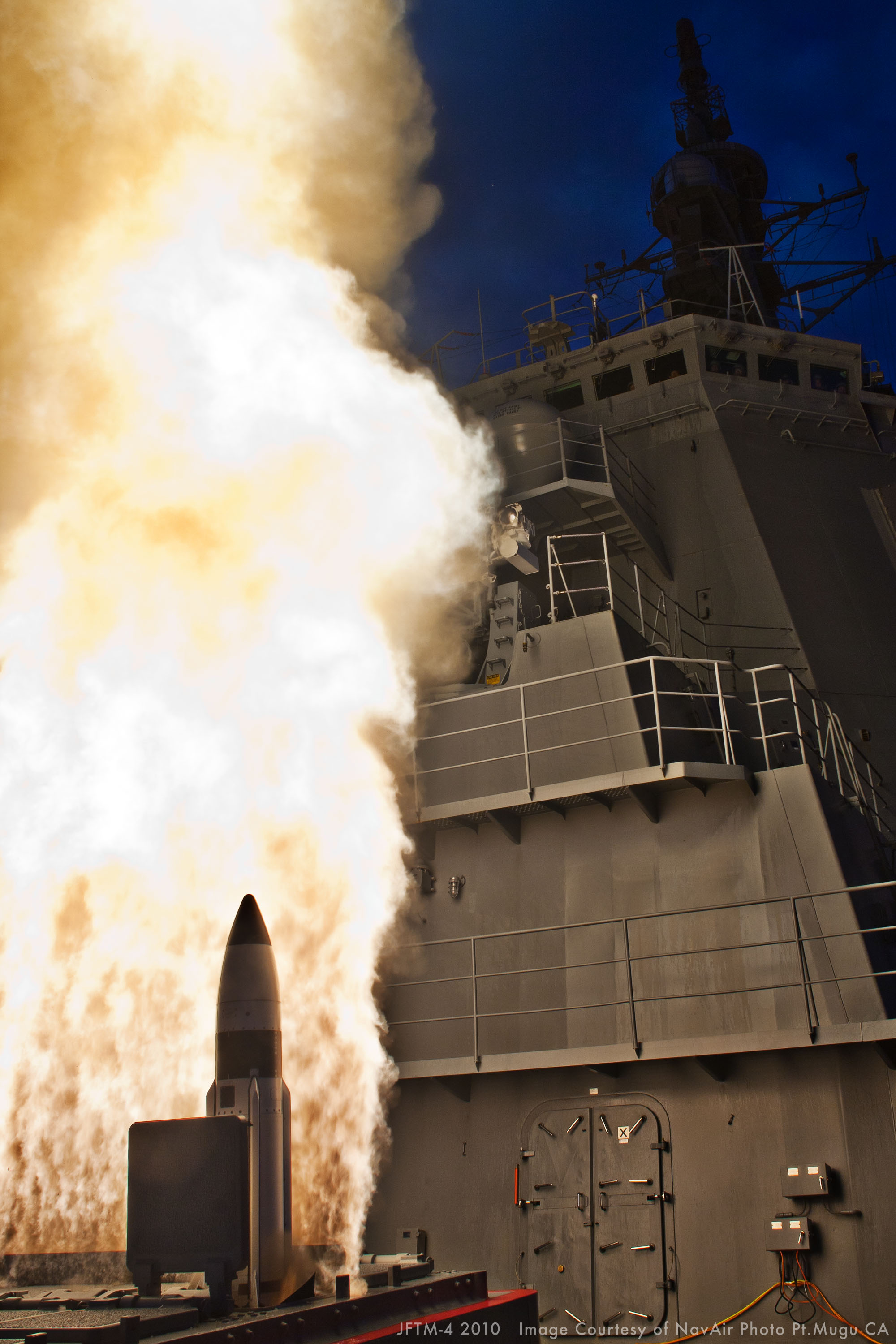
Lancio di un missile antimissile Standard SM-3 (Block 1A) da bordo del Kirishima in una foto del 29 ottobre 2010.

Rispetto alle navi della classe Arleigh Burke, i Kongo sono più lunghi di 7 metri (161 m), larghi uno in più (21 m), raggiungono un dislocamento standard di 7250 t, che diventano 9 485 a pieno carico. Le navi sono dotate di ponte continuo, senza il castello, e presentano un torrione molto alto al fine di aumentare l'orizzonte del radar, che supporta tutte e quattro le antenne dell'SPY-1SD. I due fumaioli sono più elevati di quelli dei Burke, e l'albero verticale a traliccio è quello dei cacciatorpediniere classe Hatakaze. All'estremità della poppa è presente un ponte di volo per l'elicottero, che però non dispone dell'apposito hangar per il suo ricovero al coperto.
L'apparato propulsivo è del tipo COGAG (Combined Gas and Gas), ed è costituito da 4 turbine a gas General Electric LM2500, prodotte su licenza dalla Ishikawajima Heavy Industries. Esse erogano una potenza complessiva di 100000 hp, che permette alla nave di raggiungere una velocità massima di 30 nodi, e di mantenerne una di crociera di 20 nodi. L'autonomia massima raggiungibile è pari a 6 000 nmi (11 000 km), la quale consente una grande mobilità nell'Oceano Pacifico. L'equipaggio raggiunge le 300 unità, compresi gli addetti agli apparati elettronici.
L'armamento è costituito da un cannone Oto Melara Compatto da 127/54 mm, prodotto su licenza dalla Mitsubishi, 2 cannoni per la difesa di punto a 6 canne rotanti General Electric Phalanx Mk.15 Mod.2 CIWS cal.20/76 mm. Due lanciatori verticali Mk.41 Mod.6, uno a prua con 8 moduli e un totale di 61 celle, e uno a poppa con 4 moduli per un totale di 29 celle, dispongono di un totale di 90 missili di pronto impiego. La dotazione comprende missili superficie-aria RIM-66 Standard SM-2, missile antimissile balistico RIM-161 Standard SM-3, e superficie-profondità antisommergibile RUM-139 VL-ASROC. A centro nave, tra i due fumaioli, sono collocati due lanciatori quadrupli per missili superficie-superficie RGM-84 Harpoon. Completano la dotazione due complessi tripli Type 68 in calibro 324 mm per siluri ASW Alliant Technology Mk 46 o Type 73.
L'elicottero Sikorsky SH-60K Seahawk può utilizzare come armamento siluri Mk 46 o Type 97, missili aria-superficie AGM-114 Hellfire e bombe di profondità.
La dotazione elettronica è costituita da un radar tridimensionale di scoperta aerea Lockheed Martin AN/SPY-1D del tipo PESA (Passive Electronical Scaned Array) operante in banda S, dotato di 4 antenne planari posizionate sul torrione, tre radar di controllo del tiro Raytheon/RCA AN/SPG-62 associati ad altrettanti apparati Mk.99, un radar di scoperta di superficie Japan Radio Company OPS-28D operante in banda C, un radar di navigazione Japan Radio Company OPS-20 operante in banda X, un sistema di combattimento OYQ-102 CDS, un sonar a scafo OQS-102, e un sonar trainato (TAS) OQR-2. Il sistema di guerra elettronica è il NOLQ-2 ECM, vi sono lanciatori per chaff/flares Mk.137 SRBOC, e un sistema trainato antisiluro AN/SLQ-25 Nixie. Per le comunicazioni sono disponibili radio UHF tipo AN/WSC-3 e le antenne NORA-1 e NORQ-1 per i collegamenti satellitari nelle reti SATCOM e Superbird. Per il trasferimento dati sono disponibili i sistemi Link 11, Link 14 e Link 16.

## Servizio operativo

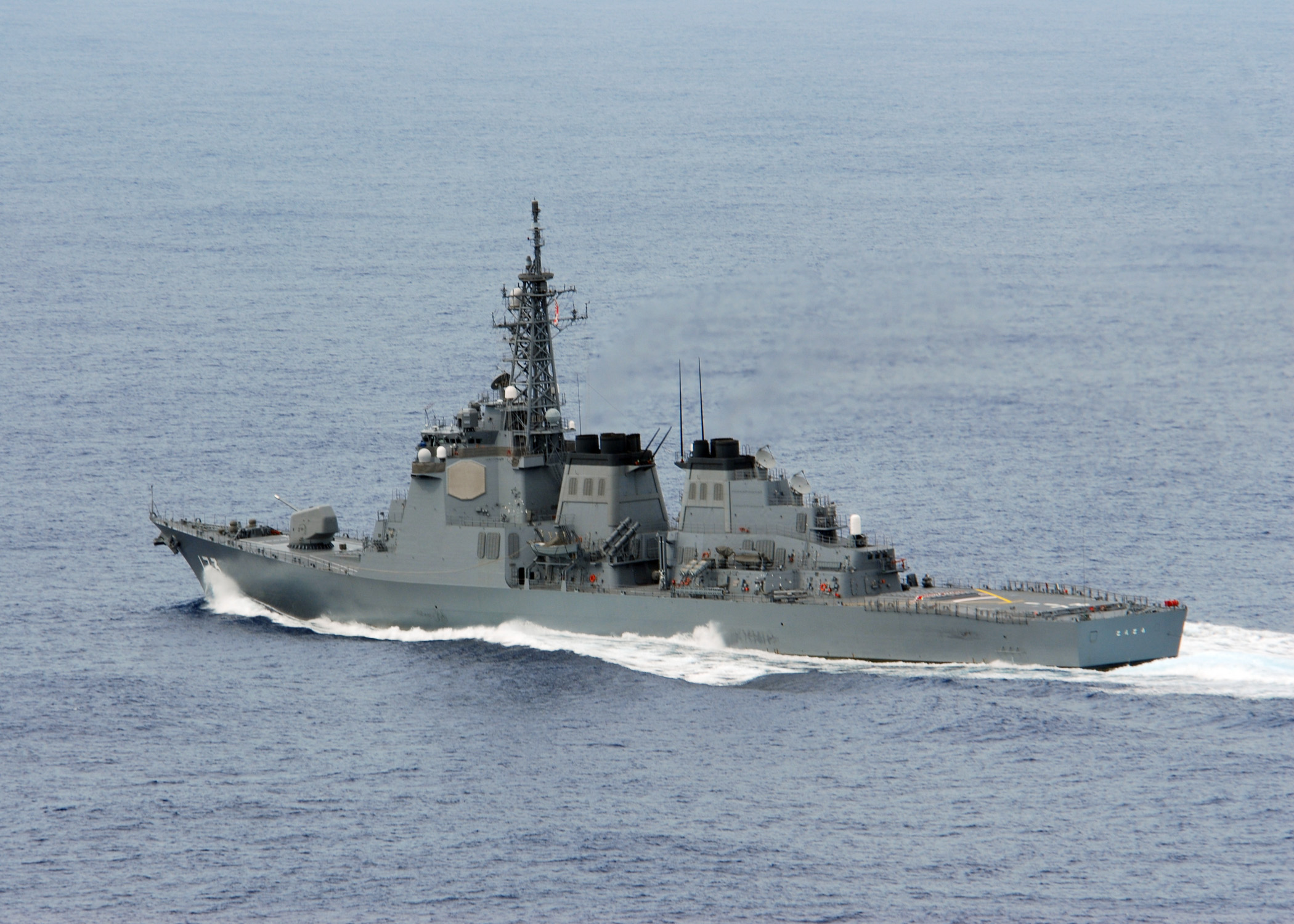
Il cacciatorpediniere Kongō durante l'esercitazione ANNUALEX 21G.

Le quattro unità della classe Kongo sono entrate in servizio tra il 1993 e il 1998, diventando subito navi ammiraglie delle 4 flottiglie che compongono la flotta dei cacciatorpediniere (Goei kantai) della Kaijō Jieitai. Il DDG-173 Kongō è stato assegnato alla 5ª Squadriglia (Dai go goei tai) della 1ª Flottiglia (Dai ichi goei taigun) di stanza a Sasebo. Il DDG-174 Kirishima è stato assegnato alla 6ª Squadriglia (Dai roku goei tai) della 2ª Flottiglia (Dai ni goei taigun) di base a Yokosuka. Il DDG-175 Myōkō è stato assegnato alla 3ª Squadriglia (Dai san goei tai) della 3ª Flottiglia (Dai san goei taigun) di stanza a Maizuru. Il DDG-176 Chōkai è stato assegnato alla 8ª Squadriglia (Dai hachi goei tai) della 4ª Flottiglia (Dai yon goei taigun) di stanza a Sasebo.
Nel 2003 il primo ministro Jun'ichirō Koizumi diede il via alla creazione di un scudo antimissile (Ballistic Missile Defense, BMD) che doveva coprire il territorio nazionale da eventuali minacce missilistiche, provenienti dalla Corea del Nord o dalla Cina. A tal fine venne acquistato il sistema missilistico RIM-161 Standard SM-3 Block IA, che iniziò la fase di sperimentazione sui cacciatorpediniere classe Kongo a partire dal 17 dicembre 2007, con un lancio da parte del Kongo. Tali test terminarono nel 2010, quando un SM-3 lanciato dal Kirishima distrusse un missile balistico a medio raggio (MRBM). I risultati vennero giudicato soddisfacenti, e il sistema missilistico immesso in servizio. Il costo dei cacciatorpediniere classe Kongo ha superato, probabilmente per la scarsa possibilità di economie di scala, i 2.500 miliardi di lire ai valori del 1995.

## Unità
| Nome      | Pennant number | Stato       | Cantiere navale                       | Impostazione   | Varo              | Ingresso in servizio |
| --------- | -------------- | ----------- | ------------------------------------- | -------------- | ----------------- | -------------------- |
| Kongō     | DDG-173        | In servizio | Mitsubishi Heavy Industries, Nagasaki | 8 maggio 1990  | 26 settembre 1991 | 25 marzo 1993        |
| Kirishima | DDG-174        | in servizio | Mitsubishi Heavy Industries, Nagasaki | 7 aprile 1992  | 19 agosto 1993    | 16 marzo 1995        |
| Myōkō     | DDG-175        | In servizio | Mitsubishi Heavy Industries, Nagasaki | 8 aprile 1993  | 5 ottobre 1994    | 14 marzo 1996        |
| Chōkai    | DDG-176        | In servizio | IHI Corporation, Tokyo                | 29 maggio 1995 | 27 agosto 1996    | 20 marzo 1998        |

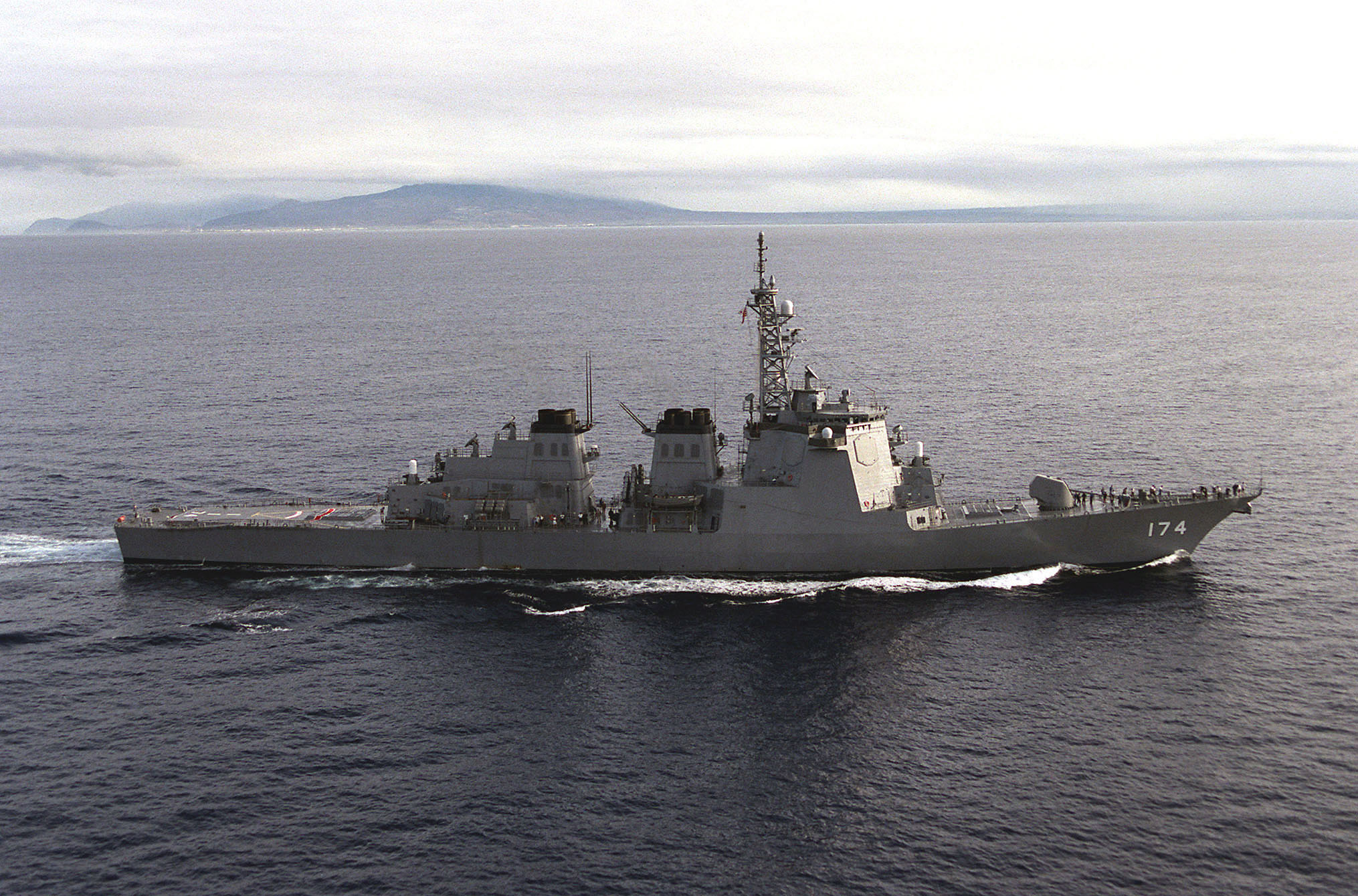
Il cacciatorpediniere giapponese Kirishima
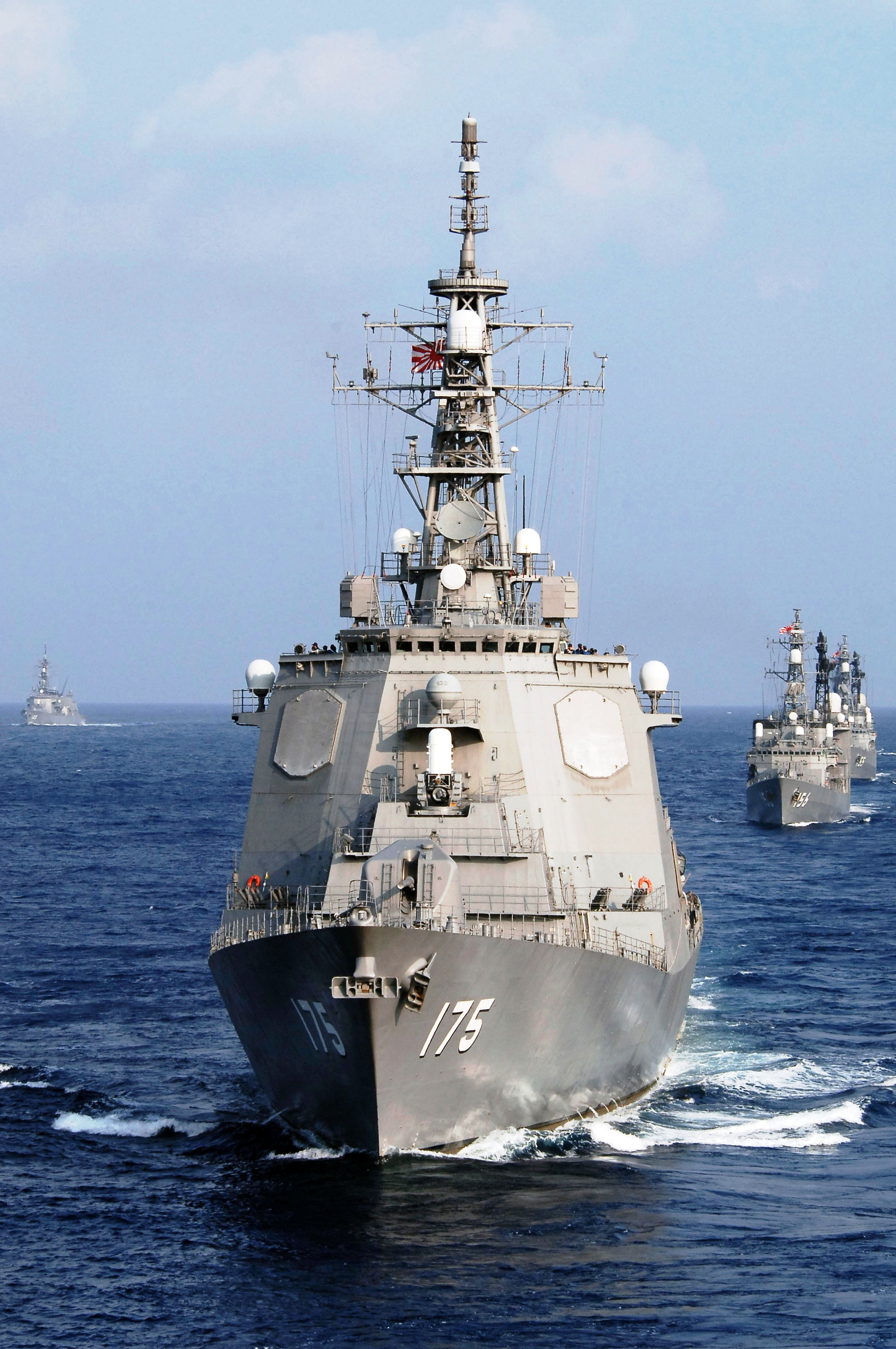
Il cacciatorpediniere Myōkō visto di prora
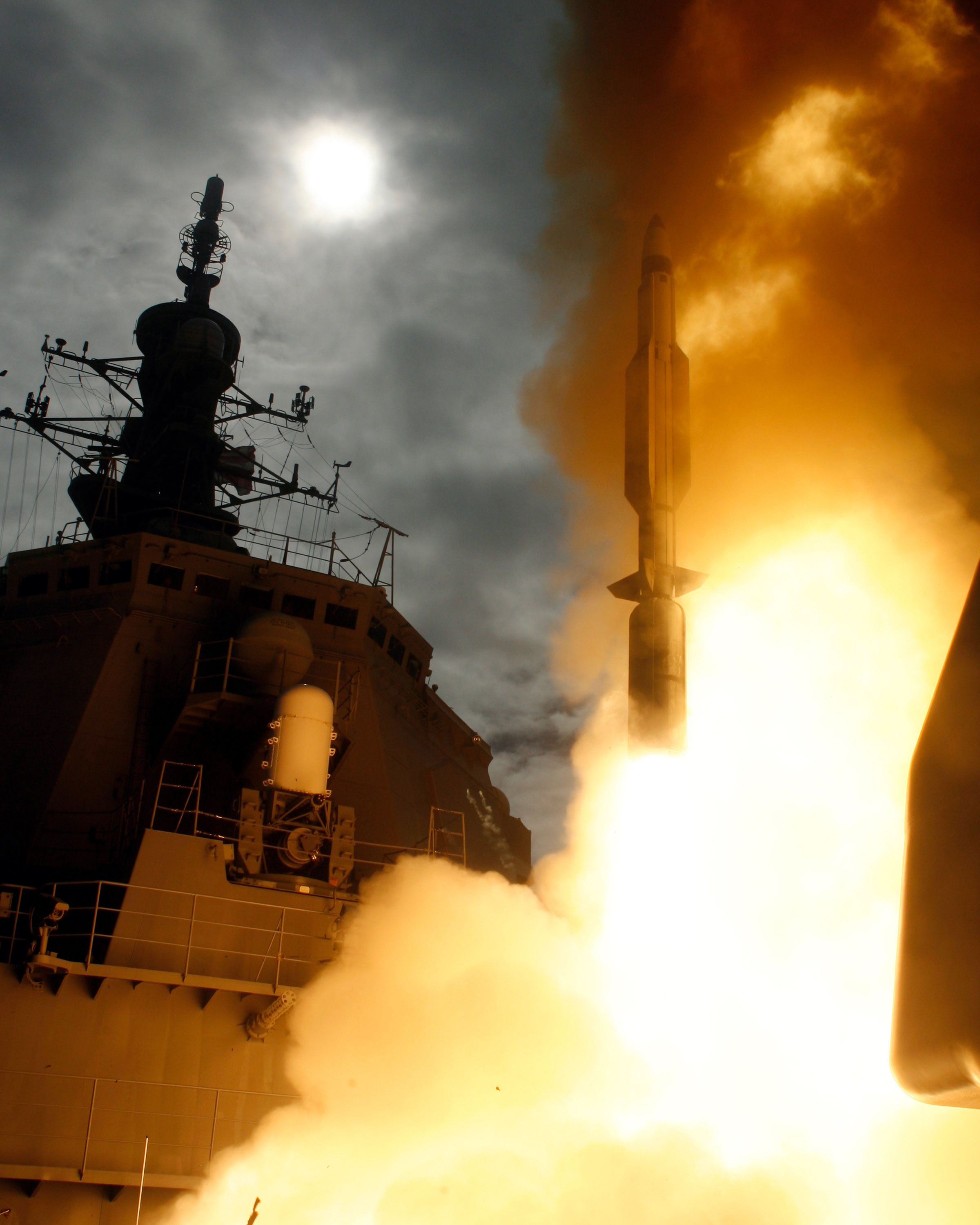
Lancio di un missile Standard SM-3 da parte del cacciatorpediniere DDG-173 Kongo al fine di intercettare un missile bersaglio partito dal Pacific Missile Range Facility, presso Barking Sands, a Kauai, Hawaii

### Annotazioni
1. ↑  Si tratta degli incrociatori da battaglia Kongō e Kirishima, e degli incrociatori pesanti Myōkō e Chōkai.

### Fonti
1. 1 2  Martorella 2019, p. 58.
2. 1 2 3  Martorella 2019, p. 61.
3. 1 2 3 4 5 6 7 8 9  Martorella 2019, p. 62.
4. 1 2 3 4 5 6 7 8 9 10  Martorella 2019, p. 63.
5. ↑  Martorella 2019, p. 64.
6. 1 2  Martorella 2019, p. 65.

### Periodici
- Cristiano Martorella, La genesi dei cacciatorpediniere Kongo, in Panorama Difesa, n. 383, Firenze, ED.A.I., marzo 2019,  pp. 58-65.